# Tricalysia bifida
Tricalysia bifida är en måreväxtart som beskrevs av De Wild.. Tricalysia bifida ingår i släktet Tricalysia och familjen måreväxter. Inga underarter finns listade i Catalogue of Life.